# 公转
公轉，是一物體以另一物體為中心，沿一定軌道所作的轉動；所沿著的軌道可以為圆、椭圆、双曲线或抛物线。在天文學上，一般用來形容行星、彗星等星体環繞恒星、衛星、人造卫星等環繞行星；小规模星系、星云、宇宙尘埃等環繞大规模星系；以及更大规模的天体间环绕的運動。
在不同的参照系中，公转在不同的视角下，会出现两种公转方向。一种为逆时针方向，一种为顺时针方向。如下面的图所示，橙色球绕着图中心的红色球做公转运动，左边的是逆时针方向，右边的是顺时针方向。
| 逆时针方向公转 | 顺时针方向公转 |
| -------------- | -------------- |
|                |                |